# Терновски, Бела
Бела Терновски (венг. Ternovszky Béla, род. 23 мая 1943, Будапешт) — венгерский режиссёр-мультипликатор.

## Биография
Бела Терновски родился в 1943 году. Долго работал на киностудии «Паннония». Первый мультфильм как режиссёр создал в 1970 году. Был вторым режиссёром популярного в Венгрии мультсериала «Семейка Мезга». Самый известный фильм — «Ловушка для кошек» (1986). Через двадцать лет Терновски снял его продолжение.

## Фильмография
- 1970 — Modern edzésmódszerek
- 1971—1972, 1977 — Семья Мезга (Mézga család, сериал)
- 1974—1975 — Kérem a következöt!
- 1980 — Vakáción a Mézga-család (сериал)
- 1986 — Ловушка для кошек (Macskafogó)
- 1995 — Mecki und seine Freunde
- 1999 — Заколдованный лес (Egérút)
- 2007 — Ловушка для кошек-2 (Macskafogó 2: A sátán macskája)

## Награды
- 1983 — премия имени Бела Балажа
- 1987 — Заслуженный артист ВНР